# 阿班维尔
阿班维尔（法語：Abainville，法語發音：[abɛ̃vil]）是法国默兹省的一个市镇，位于该省南部偏东，属于科梅尔西区。

## 地理
阿班维尔（48°31'53"N, 5°29'40"E）面积13.67 平方千米，位于法国大東部大區默兹省，该省份为法国西北部内陆省份，北与比利时接壤，西接马恩省和阿登省，南至上马恩省和孚日省，东临默尔特-摩泽尔省。
与阿班维尔接壤的市镇（或旧市镇、城区）包括：阿芒蒂、巴东维利耶-热罗维利耶、博内、德卢兹-罗西耶尔、贡德勒库尔堡、乌德兰库尔。

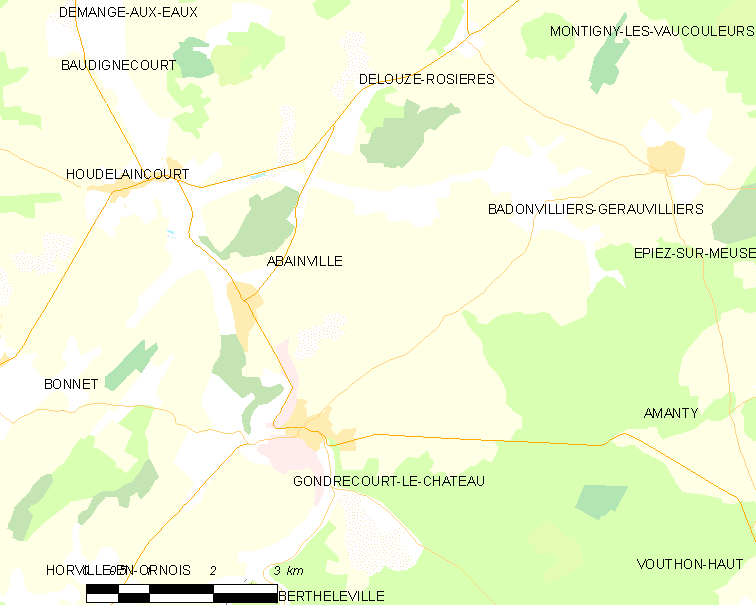
阿班维尔的OSM定位图

阿班维尔的时区为UTC+01:00、UTC+02:00（夏令时）。

## 行政
阿班维尔的邮政编码为55130，INSEE市镇编码为55001。

## 政治
阿班维尔所属的省级选区为利尼昂巴鲁瓦县。

## 人口

1962-2008年间阿班维尔人口变化图示

阿班维尔于2022年1月1日时的人口数量为282人。